# Kei Munechika
Kei Munechika (宗近 慧 Munechika Kei?), född 29 maj 1992 i Hiroshima prefektur, är en japansk fotbollsspelare.
Munechika började sin karriär 2015 i YSCC Yokohama.